# Igor Woronin
Igor Woronin (ur. 23 lipca 1974) – ukraiński siatkarz, przyjmujący. Mistrz Polski i zdobywca Pucharu Polski w 2000 z Mostostalem Azoty Kędzierzyn-Koźle.

## Kariera sportowa
Piłkę siatkową zaczął uprawiać w wieku 12 lat za namową ojca, który również był siatkarzem. Treningi rozpoczął w Szachtiorze Donieck, w którym grał przez 7 lat. W tym okresie ze swoją drużyną zajął 2. miejsce w lidze juniorów. Następnie został zawodnikiem ukraińskiego zespołu Mariopol Markachim, w którym występował przez 5 lat. Największym jego osiągnięciem w tym klubie było zajęcie 4. miejsca w rozgrywkach o mistrzostwo kraju. W 1998 przeszedł do Stambuł Jotarim Ałtynjurt. Z nowym zespołem zajął 10. miejsce w Tureckiej Lidze Siatkówki.
W sezonie 1999/00 z drużyną Mostostalem Azoty Kędzierzyn-Koźle wywalczył mistrzostwo Polski i puchar tego kraju. Później występował w Czarnych Radom i 1044 Gwardii Wrocław. W 2002 wrócił na Ukrainę.